# Aryeh Nussbaum Cohen
Aryeh Nussbaum Cohen (Brooklyn, 1995) è un contraltista statunitense.
È stato vincitore delle Grand Finals delle audizioni del National Council del Metropolitan Opera del 2017, dopo di che è stato descritto come "un artista completo" e "giovane star" dal New York Times. È stato anche descritto come "dotato in modo stravagante... pronto a ridefinire ciò che è possibile per cantanti con questo tipo di voce distintivo" nel San Francisco Chronicle.

## Primi anni
Nato e cresciuto a Brooklyn, New York, Cohen è cresciuto cantando nel Brooklyn Youth Chorus e HaZamir, un coro giovanile internazionale ebraico. Era assistente cantore presso l'East Midwood Jewish Center durante il Rosh Hashanah e lo Yom Kippur. Ha frequentato la Fiorello H. LaGuardia High School, dove ha iniziato gli studi vocali, e poi ha frequentato la Princeton University, dove si è laureato in Storia (con una specializzazione in Storia intellettuale e culturale) e ha studiato in Performance vocale e Studi giudaici.

## Carriera

### Opere
Mentre era ancora studente alla Princeton University, Cohen fece il suo debutto europeo all'età di 20 anni, cantando il ruolo principale di Timante nella ripresa moderna dell'opera di Christoph Willibald Gluck, Demofoonte al Theater an der Wien con il Maestro Alan Curtis e Il Complesso Barocco.
Continuò a completare la sua formazione come membro del Merola Opera Program al San Francisco Opera nel 2016, lo Houston Grand Opera Studio per il 2017-18 (dove è stato il primo controtenore nella storia dello Studio) e l'Adler Fellowship Program alla San Francisco Opera per il 2018-19.
I suoi ruoli operistici hanno incluso:
- Oberon in Sogno di una notte di mezza estate di Benjamin Britten - Festival di Adelaide, Australia
- Edgar in Lear di Aribert Reimann - Staatsoper Hannover, Germania
- David in Saul di Händel - Houston Grand Opera, Texas
- Medoro in Orlando di Händel - San Francisco Opera, California
- Ottone in Agrippina di Händel - Ars Lyrica Houston, Texas
- Nireno in Giulio Cesare in Egitto di Händel - Houston Grand Opera, Texas
- Nerone e Ottone in L'incoronazione di Poppea di Monteverdi - Cincinnati Opera - Ohio, Princeton University
- L'Angelo in Tobias and the Angel di Jonathan Dove
- Cefalo ne Gli amori d'Apollo e di Dafne di Cavalli

Nella stagione 2021-22, farà il suo debutto al Metropolitan Opera come Rosencrantz nel Met e la prima americana Hamlet di Brett Dean.

### Concerti
I concerti di Cohen comprendono le prime esecuzioni mondiali di Poems of Life di Kenneth Fuchs con l'Orchestra Sinfonica della Virginia, dirette dal Maestro JoAnn Falletta, che ha poi registrato con la London Symphony Orchestra. L'album ha vinto un Grammy Award nel 2019.
Ha eseguito brani come i Chichester Psalms di Bernstein (con l'Orchestra Filarmonica di Buffalo), il Messiah di Händel (con la San Francisco Symphony, la Saint Paul Chamber Orchestra, gli American Bach Soloists e altri), Saul di Händel (con Philharmonia Baroque Orchestra e Maestro Nic McGegan), l'Oratorio di Natale di Bach (con la Portland Baroque Orchestra) e molti altri.

## Premi
Nel 2016-17, oltre ad essere stato insignito del Gran Premio delle audizioni del Metropolitan Opera National Council, Cohen è stato vincitore del primo premio alla Houston Grand Opera Eleanor McCollum Competition, destinatario di una borsa di studio Sara Tucker dalla Richard Tucker Music Foundation e vincitore dell'Irvin Scherzer Award della George London Foundation. È stato vincitore del primo premio e destinatario del premio del pubblico al Concorso vocale della Dallas Opera Guild 2018 ed è stato vincitore del terzo premio e unico americano a piazzarsi nell'edizione 2019 di Operalia di Placido Domingo. È stato anche vincitore del William Matheus Sullivan Musical Foundation Award 2019.
La sua prima registrazione, la registrazione in anteprima mondiale di ''Poems of Life'' di Kenneth Fuchs con la London Symphony Orchestra, diretta da JoAnn Falletta, ha vinto un Grammy Award 2019 nella categoria Best Classical Compendium.
Durante il suo ultimo anno alla Princeton University, è diventato il primo cantante in un decennio a vincere la Princeton University Concerto Competition. Dopo la laurea nel 2015 è stato insignito dell'Isidore and Helen Sacks Memorial Prize per i risultati straordinari nell'arte, assegnato ogni anno allo studente maggiormente promettente nell'esecuzione di musica classica.

## Incisioni
Cohen ha una discografia in crescita, che include quanto segue:
- David in Saul di Händel con il Maestro Nic McGegan e la Philharmonia Baroque Orchestra
- Un CD solista di opere di Gluck, Händel e Vivaldi con gli American Bach Soloists
- Poems of Life di Kenneth Fuchs con il Maestro JoAnn Falletta e la London Symphony Orchestra[11]

## Vita privata
Cohen è fidanzato con Abbigail Schreck e i due risiedono insieme a San Francisco, in California.